# أنساي (تغمي)
أنساي هو دُوَّار يقع بجماعة تيغمي، إقليم تيزنيت، جهة سوس ماسة في المملكة المغربية. ينتمي الدوّار لمشيخة تغمي التي تضم 60 دواوير. يقدر عدد سكانه بـ 76 نسمة حسب الإحصاء الرسمي للسكان والسكنى لسنة 2004.

## روابط خارجية
- البوابة الوطنية للجماعات الترابية
- المندوبية السامية للتخطيط